# Plusioporus gigliotosi
Plusioporus gigliotosi är en mångfotingart som beskrevs av Filippo Silvestri 1902. Plusioporus gigliotosi ingår i släktet Plusioporus och familjen Spirostreptidae. Inga underarter finns listade i Catalogue of Life.